# MXR Phase 90

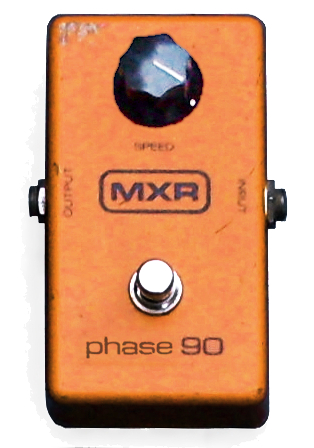
L'MXR Phase 90.

L'MXR Phase 90 è un pedale per chitarra elettrica di tipo phaser prodotto e venduto per la prima volta dalla MXR nel 1974. È stato usato da chitarristi del calibro di Eddie Van Halen e David Gilmour.

## Storia
Questo pedale è nato nel 1974 dalla mente degli ingegneri della MXR, ed è il primo effetto prodotto dall'azienda. Il prodotto ha un unico controllo "Speed", che serve a controllare la velocità di oscillazione del phaser.
Diventa presto un successo grazie al suo utilizzo da parte di chitarristi importanti, come ad esempio Eddie Van Halen e David Gilmour. 
Nel 1984 la MXR va in bancarotta e, di conseguenza, la produzione del pedale viene bloccata. Intorno al 1987 Jim Dunlop acquista la compagnia e continua a produrre il Phase 90, insieme a molti altri prodotti dell'azienda, con qualche modifica alla circuiteria che cambia il suono del pedale rispetto alla versione precedente. Produce anche una versione dedicata a Van Halen, la quale ha la scocca esterna decorata esattamente come la chitarra di quest'ultimo.